# Opaliopsis atlantis
Opaliopsis atlantis är en snäckart som först beskrevs av Clench och Turner 1952.  Opaliopsis atlantis ingår i släktet Opaliopsis och familjen vindeltrappsnäckor. Inga underarter finns listade i Catalogue of Life.